# Kolašac
Kolašac falu Horvátországban Šibenik-Knin megyében. Közigazgatásilag Kistanjéhez tartozik.

## Fekvése
Knintől légvonalban 24, közúton 35 km-re nyugatra, községközpontjától 9 km-re északnyugatra Dalmácia északi-középső részén, Bukovica területén fekszik.

## Története
A szerbek betelepülése a 16. század elején kezdődött. Knin környékére már 1511-ben nagy számú szerb lakosság érkezett, majd főként Bosznia és Hercegovina területéről 1523 és 1527 között Dalmácia területére is sok szerb települt. A szomszédos Biovičino Selo temploma ahová az itteni hívek is tartoznak az első  dalmáciai szerb templomok között épült fel 1524-ben. A 16. század első felében török uralom alá került, mely alól a 17. század végén szabadult fel. 1805-ben egész  Dalmáciával együtt az Első Francia Császárság része lett. 1815-ben a bécsi kongresszus újra Ausztriának adta, amely a Dalmát Királyság részeként Zárából igazgatta 1918-ig. A településnek 1857-ben 201, 1910-ben 306 lakosa volt. Az első világháború után előbb a Szerb-Horvát-Szlovén Királyság, majd Jugoszlávia része lett. 1991-ben már csaknem teljes lakossága szerb nemzetiségű volt. Lakói még ez évben csatlakoztak a Krajinai Szerb Köztársasághoz. A horvát hadsereg 1995 augusztusában a Vihar hadművelet során foglalta vissza a települést. Szerb lakói elmenekültek. A településnek 2011-ben 50 lakosa volt.

## Lakosság
| Lakosság változása | Lakosság változása | Lakosság változása | Lakosság változása | Lakosság változása | Lakosság változása | Lakosság változása | Lakosság változása | Lakosság változása | Lakosság változása | Lakosság változása | Lakosság változása | Lakosság változása | Lakosság változása | Lakosság változása | Lakosság változása |
| ------------------ | ------------------ | ------------------ | ------------------ | ------------------ | ------------------ | ------------------ | ------------------ | ------------------ | ------------------ | ------------------ | ------------------ | ------------------ | ------------------ | ------------------ | ------------------ |
| 1857               | 1869               | 1880               | 1890               | 1900               | 1910               | 1921               | 1931               | 1948               | 1953               | 1961               | 1971               | 1981               | 1991               | 2001               | 2011               |
| 201                | 204                | 197                | 215                | 260                | 306                | 466                | 311                | 331                | 330                | 330                | 318                | 297                | 278                | 45                 | 50                 |